# Mekar Baru (Kisaran Barat)
Mekar Baru is een bestuurslaag in het regentschap Asahan van de provincie Noord-Sumatra, Indonesië. Mekar Baru telt 4164 inwoners (volkstelling 2010).